# Retrato de hombre (José Antolínez, Museo Fabre)
Retrato de hombre es un cuadro atribuido al artista español José Antolínez, de hacia 1665. Está pintado al óleo sobre lienzo y actualmente se conserva en el Museo Fabre de Montpellier (Francia). Se cree que puede tratarse de un autorretrato del pintor, sin que de momento pueda afirmarse de modo definitivo ni la autoría ni la identidad del retratado.

## Historia
Retrato de hombre fue posiblemente uno más de los centenares de cuadros robados en España por el mariscal francés Soult, que aprovechó la ocupación napoleónica de la península ibérica para saquear el patrimonio artístico español y enriquecerse con el. Después de su muerte el grueso de las obras expoliadas se puso en subasta, en mayo de 1852, para generar ingresos para sus herederos. Entre las obras que se subastaron se encontraba el cuadro de Antolínez, en el lote número 81 de la subasta. La obra fue comprada por un tal Paul Perrier, que a su vez la puso a la venta en 1860. En esa fecha fue adquirida por Alfred Bruyas, quien en 1876 la donó al Museo Fabre de Montpellier, donde permanece desde entonces.

## Análisis de la obra
A lo largo del tiempo el cuadro ha sido atribuido a diversos pintores, entre ellos a Velázquez, a Murillo o a Sebastián Muñoz. Fue el profesor Martín Soria quien por primera vez lo atribuyó a José Antolínez en 1956, a causa de su calidad y del parecido físico evidente del hombre retratado con el autorretrato de Antolínez en su obra El embajador Cornelius Pedersen Lerche con su personal  (Galería Nacional de Dinamarca, Copenhague).
En el cuadro de Copenhague un hombre de rostro serio y cabellos largos se dirige directamente hacia el espectador con la mirada y postura tradicionales de los autorretratos, al tiempo que hace un gesto con la mano derecha, como invitándole a unirse al grupo con el que aparece representado en torno a una mesa. La persona retratada en el cuadro del Museo Fabre coincide con la del autorretrato de Copenhague en los rasgos faciales, la cabellera larga y desordenada, el bigote alargado y la actitud seria y distante. Pero, sobre todo, llama la atención la presencia en ambos casos de un aro en la oreja derecha, un rasgo muy singular que difícilmente puede deberse a la casualidad.
A pesar de la atribución de Martín Soria a Antolínez en 1956 y a pesar de la notable calidad del cuadro, ampliamente reconocida, el historiador del arte Diego Angulo Íñiguez expresó en 1957 sus dudas acerca de la atribución. Consideraba que el cuadro del museo de Montpellier tenía un «color más sevillano que madrileño», si bien su opinión podría haber estado condicionada por el estado de conservación del lienzo y su tonalidad cálida, tal vez debida a los barnices. En cualquier caso, parecen detectarse diferencias en la manera de pintar observable en Retrato de hombre con la que suele percibirse en la mayoría de los lienzos de Antolínez. En el dosier de obra del Museo Fabre se hizo constar que la pincelada era un poco blanda y estaba «más cercana a la untuosidad sensual y un poco pesada de los seguidores de Murillo que de Antolínez, que pinta más bien denso y sobrio.»
Así pues, las dudas todavía existentes en torno a la autoría de la obra y a la identificación conclusiva del retratado impiden que pueda hablarse de forma definitiva de autorretrato (si fue realizado por su mano) o retrato (si fue realizado por otro pintor) del artista José Antolínez, como es el caso del retrato del pintor situado a la izquierda del autorretrato de Juan de Pareja en "La Vocación de San Mateo" del Museo del Prado.